# Flora Berolinensis Sive Enumeratio Plantarum Circa Berolinum Sponte Crescentium Secundum Familias Naturales Disposita
Flora Berolinensis Sive Enumeratio Plantarum Circa Berolinum Sponte Crescentium Secundum Familias Naturales Disposita (abreviado Fl. Berol. (Kunth, 1838)) es un libro con ilustraciones y descripciones botánicas que fue escrito por el naturalista y botánico alemán Carl Sigismund Kunth. Fue publicado en Berlín en 2 volúmenes en el año 1838.

## Publicación
- Volumen Nº 1, 21-27 Oct 1838;
- Volumen Nº 2, 21-27 Oct 1838